# Atsushi Inoue
Atsushi Inoue (井上 敦史 Inoue Atsushi?, nacido el 28 de mayo de 1977 en Saitama) es un exfutbolista japonés. Jugaba de guardameta y su último club fue el Gainare Tottori de Japón.

## Trayectoria

### Clubes
| Club               | País  | Año         |
| ------------------ | ----- | ----------- |
| Consadole Sapporo  | Japón | 2000 - 2003 |
| Yokogawa Musashino | Japón | 2004 - 2006 |
| Gainare Tottori    | Japón | 2007 - 2012 |

## Estadística de carrera

### J. League
| Club              | Año   | J. League | J. League | Copa J. League | Copa J. League | Total | Total |
| Club              | Año   | Part.     | Goles     | Part.          | Goles          | Part. | Goles |
| ----------------- | ----- | --------- | --------- | -------------- | -------------- | ----- | ----- |
| Consadole Sapporo | 2000  | 0         | 0         | 0              | 0              | 0     | 0     |
| Consadole Sapporo | 2001  | 0         | 0         | 0              | 0              | 0     | 0     |
| Consadole Sapporo | 2002  | 0         | 0         | 0              | 0              | 0     | 0     |
| Consadole Sapporo | 2003  | 0         | 0         | -              | -              | 0     | 0     |
| Gainare Tottori   | 2011  | 6         | 0         | -              | -              | 6     | 0     |
| Gainare Tottori   | 2012  | 3         | 0         | -              | -              | 3     | 0     |
| Total             | Total | 9         | 0         | 0              | 0              | 9     | 0     |

## Palmarés

### Títulos nacionales
| Título    | Club              | País  | Año  |
| --------- | ----------------- | ----- | ---- |
| J2 League | Consadole Sapporo | Japón | 2000 |